# The Piano Lesson
The Piano Lesson é um filme de drama estadunidense de 2024 dirigido por Malcolm Washington, que co-escreveu o roteiro com Virgil Williams. É uma adaptação da peça de 1987 de August Wilson. É estrelado por Samuel L. Jackson, John David Washington, Ray Fisher, Michael Potts, Erykah Badu, Skylar Aleece Smith, Danielle Deadwyler e Corey Hawkins.
The Piano Lesson estreou no 51º Festival de Cinema de Telluride em 31 de agosto de 2024 e está programado para ser lançado em cinemas selecionados nos Estados Unidos em 8 de novembro de 2024, antes de ser transmitido pela Netflix em 22 de novembro.

## Premissa
Ambientado em Pittsburgh, em 1936, após a Grande Depressão, The Piano Lesson acompanha a vida da família Charles na casa de Doaker Charles e uma herança, o piano da família, que é decorado com desenhos esculpidos por um ancestral escravizado.

— Deadline Hollywood

## Elenco
- Samuel L. Jackson como Doaker Charles
- John David Washington como Boy Willie Charles
- Ray Fisher como Lymon
- Michael Potts como Wining Boy Charles
- Erykah Badu como Lucille
- Skylar Aleece Smith como Maretha Charles
- Danielle Deadwyler como Berniece Charles
- Corey Hawkins como Avery Brown
- Melanie Jeffcoat como Miss Ophelia
- Gail Bean como Grace
- Jerrika Hinton
- Stephan James
- Malik J. Ali
- Jay Peterson
- Matrell Smith

## Produção
Foi anunciado em abril de 2023 que Malcolm Washington faria sua estreia como diretor e roteirista com o filme, uma adaptação da peça de August Wilson The Piano Lesson, com seu irmão John David Washington, Samuel L. Jackson, Ray Fisher, Danielle Deadwyler, Michael Potts e Corey Hawkins estrelando. John David Washington, Jackson, Fisher e Potts reprisam seus papéis da produção teatral de 2022 da peça. O pai de Washington, Denzel, está produzindo o filme com Todd Black. Em maio, a cantora Erykah Badu foi anunciada para fazer uma aparição especial no filme. Gail Bean, Jerrika Hinton, Stephan James, Malik J. Ali, Jay Peterson e Matrell Smith completaram o elenco em junho de 2023.
As filmagens começaram em Atlanta em abril de 2023. O Pittsburgh Film Office expressou decepção pelo fato de a produção não ser filmada na cidade como as adaptações anteriores de Wilson.

## Lançamento
A estreia mundial do filme ocorreu no Festival de Cinema de Telluride, antes de sua estreia internacional como uma apresentação especial no Festival Internacional de Cinema de Toronto de 2024.
The Piano Lesson está programado para ser lançado em cinemas selecionados nos Estados Unidos em 8 de novembro de 2024, antes de ser transmitido pela Netflix em 22 de novembro.

## Recepção

### Resposta crítica
No site agregador de críticas Rotten Tomatoes, 100% das avaliações de 13 críticos são positivas, com uma classificação média de 7,1/10.

## Prêmios e indicações
| Associações                                  | Data da cerimônia     | Categoria                   | Nomeações                    | Resultado |
| -------------------------------------------- | --------------------- | --------------------------- | ---------------------------- | --------- |
| Festival Internacional de Cinema de Hamptons | 5 de outubro de 2024  | Prêmio de Diretor Revelação | Malcolm Washington           | Honrado   |
| Mill Valley Film Festival                    | 5 de outubro de 2024  | Prêmio MVFF de Atuação      | Danielle Deadwyler           | Honrada   |
| Middleburg Film Festival                     | 20 de outubro de 2024 | Prêmio de Ator Revelação    | Danielle Deadwyler           | Honrada   |
| Montclair Film Festival                      | 27 de outubro de 2024 | Prêmio de Atuação           | John David Washington        | Honrado   |
| Montclair Film Festival                      | 27 de outubro de 2024 | Prêmio de Diretor Revelação | Malcolm Washington           | Honrado   |
| Festival Internacional de Cinema de Chicago  | 27 de outubro de 2024 | Prêmio Revelação            | Malcolm Washington           | Honrado   |
| Festival Internacional de Cinema de Chicago  | 27 de outubro de 2024 | Prêmio Spotlight            | John David Washington        | Honrado   |
| Gotham Awards                                | 2 de dezembro de 2024 | Tributo ao Elenco           | O elenco de The Piano Lesson | Honrados  |